# Rotunda Všech svatých (Dechtice)
Rotunda Všech svatých je původně románská a později přestavovaná rotunda v obci Dechtice v okrese Trnava v Trnavském kraji. Kostelík obsahuje zachovalé románské malbami z první poloviny 13. století až poslední čtvrtiny 14. století.
Dechtická Rotunda Všech svatých byla s ohledem ke stavebně historickému vkladu do architektonických dějin Slovenska zapsána do Seznamu národních kulturních památek. Díky nástěnným malbám byl kostelík, spolu s dalšími třemi desítkami sakrálních staveb na celém území Slovenska, kromě toho zapsán do souboru národních kulturních památek pod označením Středověké nástěnné malby na Slovensku.

## Historie
Stavba kostelíka, v obci označovaného také jako Horní, vznikla v roce 1172; vyplývá to z dokumentů z kanonické vizitace v roce 1782. Původně byla stavba vybudována jako jednolodní prostor na mírně zploštělém kruhovém půdorysu. Na východní straně ji zakončovala půlkruhová apsida. Loď byla zaklenuta kupolí.
V následujících obdobích kostelík slohově upravovali. K menším stavebním úpravám přišlo v období pozdní gotiky, ale podstatné změny nastaly v první polovině 18. století, kdy k západnímu průčelí přibyla nevysoká barokní věž zakončená helmicí (v roce 1741). Tím dostal kostelík prakticky dnešní vzhled. Stavba dostala i nový portál v podvěží, čímž se původní vstup z jižní strany přestal používat.

## Popis
Rotunda Všech svatých stojí uprostřed dodnes používaného hřbitova na mírném svahu na severním okraji obce. Zachovává tradiční křesťanskou stavební západovýchodní dispozici.
Jde o jednolodní sakrální stavbu s kruhovým půdorysem, půlkruhovou apsidou a přistavěnou západní dvouetážovou věží se zvonicí. Patra jsou viditelně odděleny výraznými horizontálními římsami. Pozoruhodná jsou okna nestejného tvaru v jednotlivých patrech věže.
Pozoruhodností kostelíka je stavební dispozice vnitřního prostoru. Válcovitý prostor je zaklenut konchou, což typickým znakem rotundy a proto se řadí k tomuto typu středověkých staveb.
Kostelík je zajímavý svou interiérovou výzdobou, kterou představují nástěnné malby. Při rekonstrukci v roce 1932 byly na jižní stěně lodi a v apsidě objeveny románské fresky, jejichž vznik odborníci kladou do období první poloviny 13. století až 14. století. Jde o malby s christologickou tematikou: výjevy ze života Ježíše Krista od jeho narození až po ukřižování (Narození Krista, Křest Krista, Bičování, Nesení kříže, Ukřižování), doplněné kompozicí Stromu života. Na jižní stěně apsidy se nachází malba se scénou zachycující apoštola Tomáše.
Malby poprvé odborně publikoval historik Václav Mencl v roce 1937. Historik umění Vladimír Wagner (1900–1955) v roce 1938 na vliv severoitalské knižní malby.
V roce 1961 malby restauroval a zakonzervoval akademický malíř a restaurátor Andrej Kuc.
Interiérové vybavení je skromné. Kromě raně barokního hlavního oltáře v apsidě s oltářním obrazem s výjevem zachycujícím zástup svatých, doplněného skulpturami Boha Otce a Ježíše, ho tvoří několik drobných plastik (Pieta, svatý Štěpán, svatý Ladislav).

## Fresky

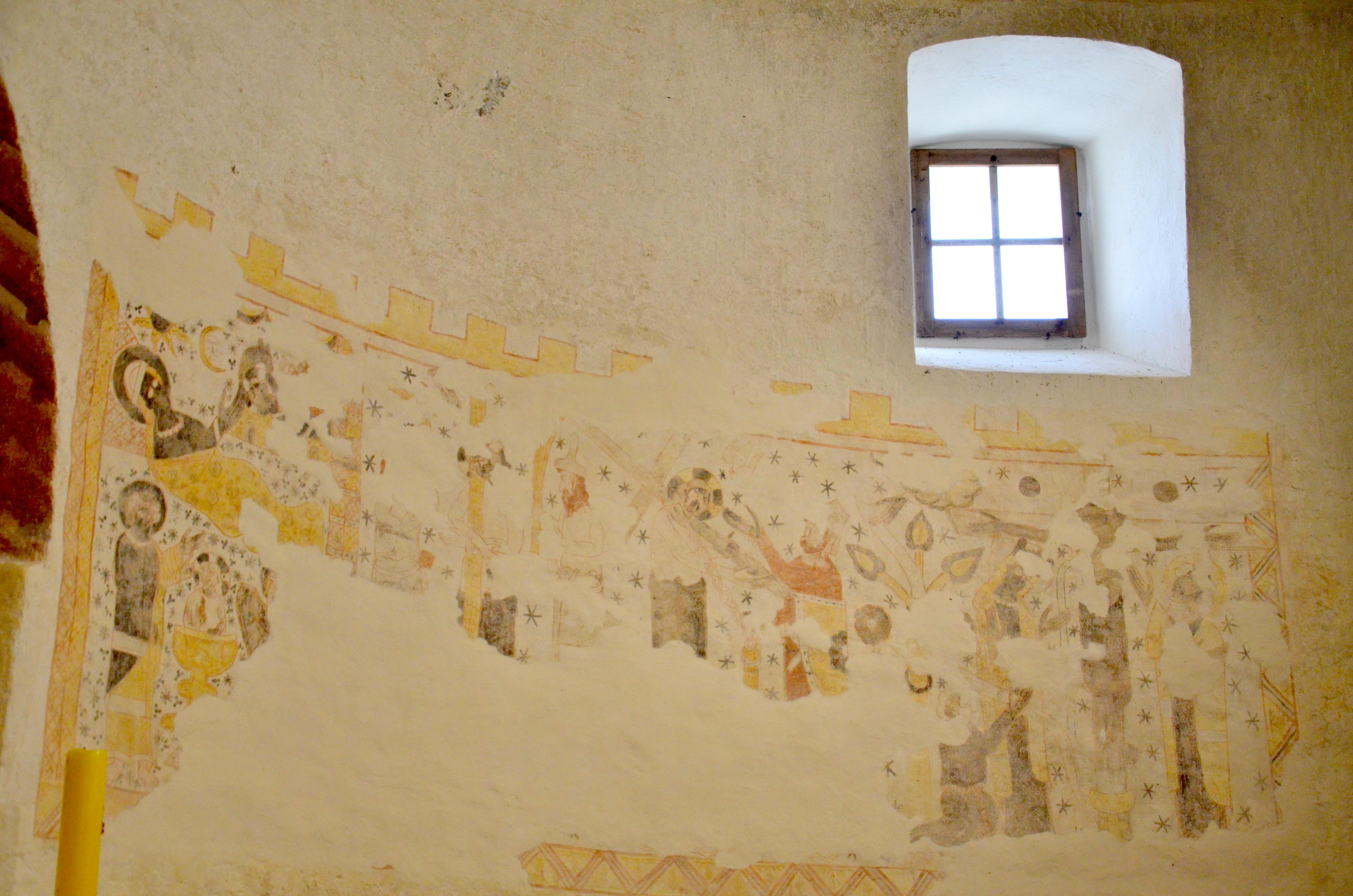
Freska v lodi
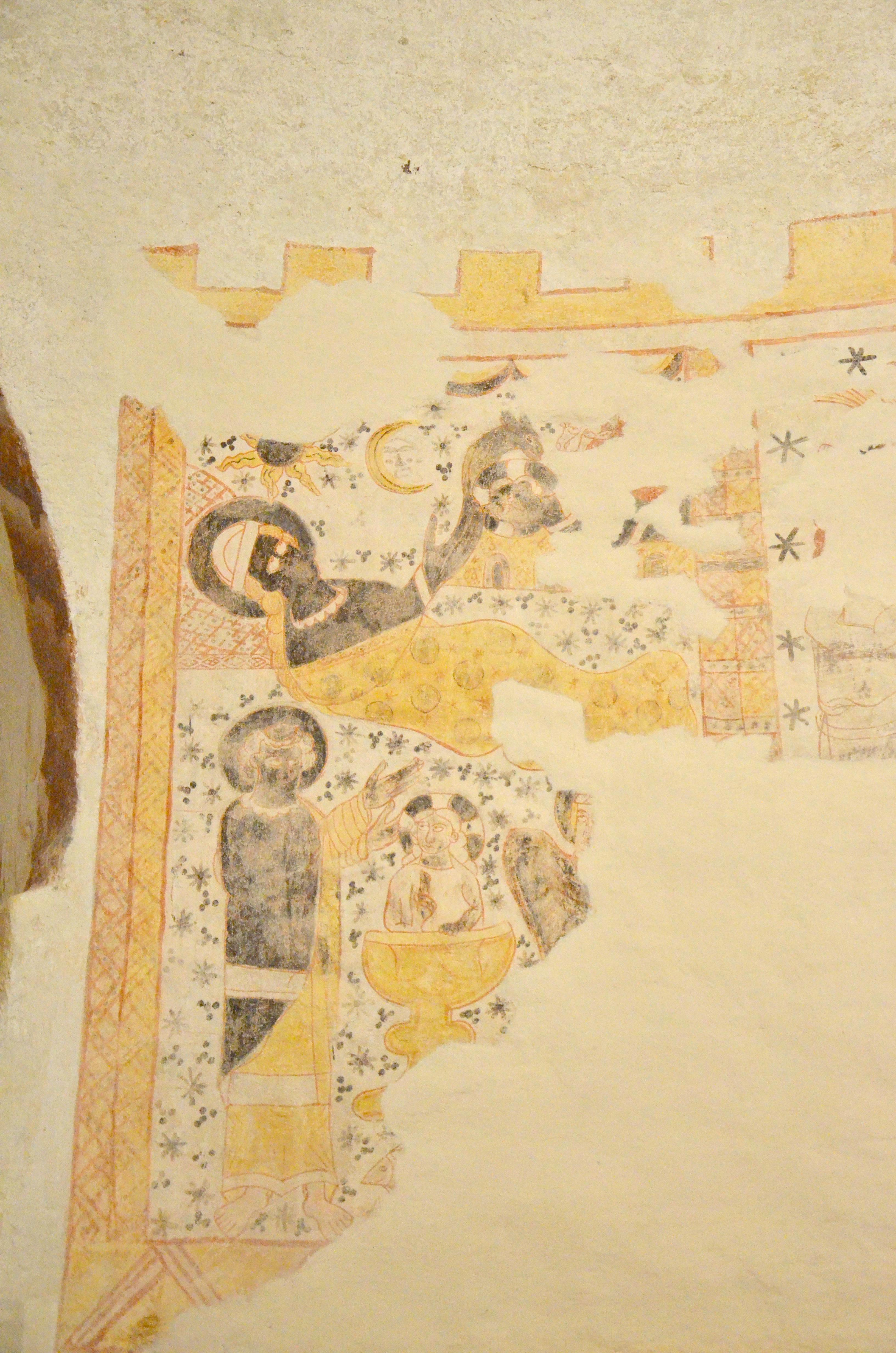
Freska v lodi, detail
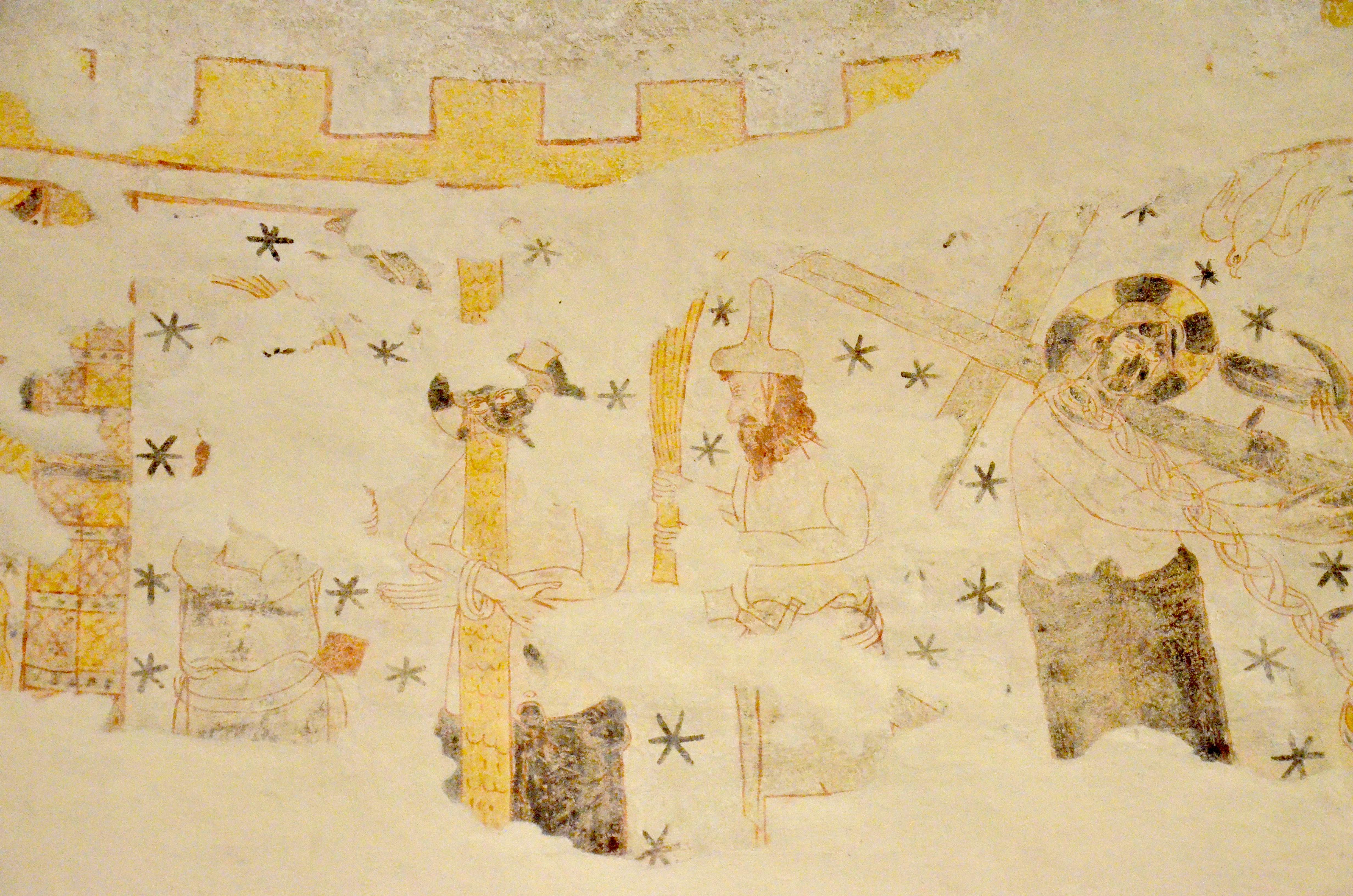
Freska v lodi, detail
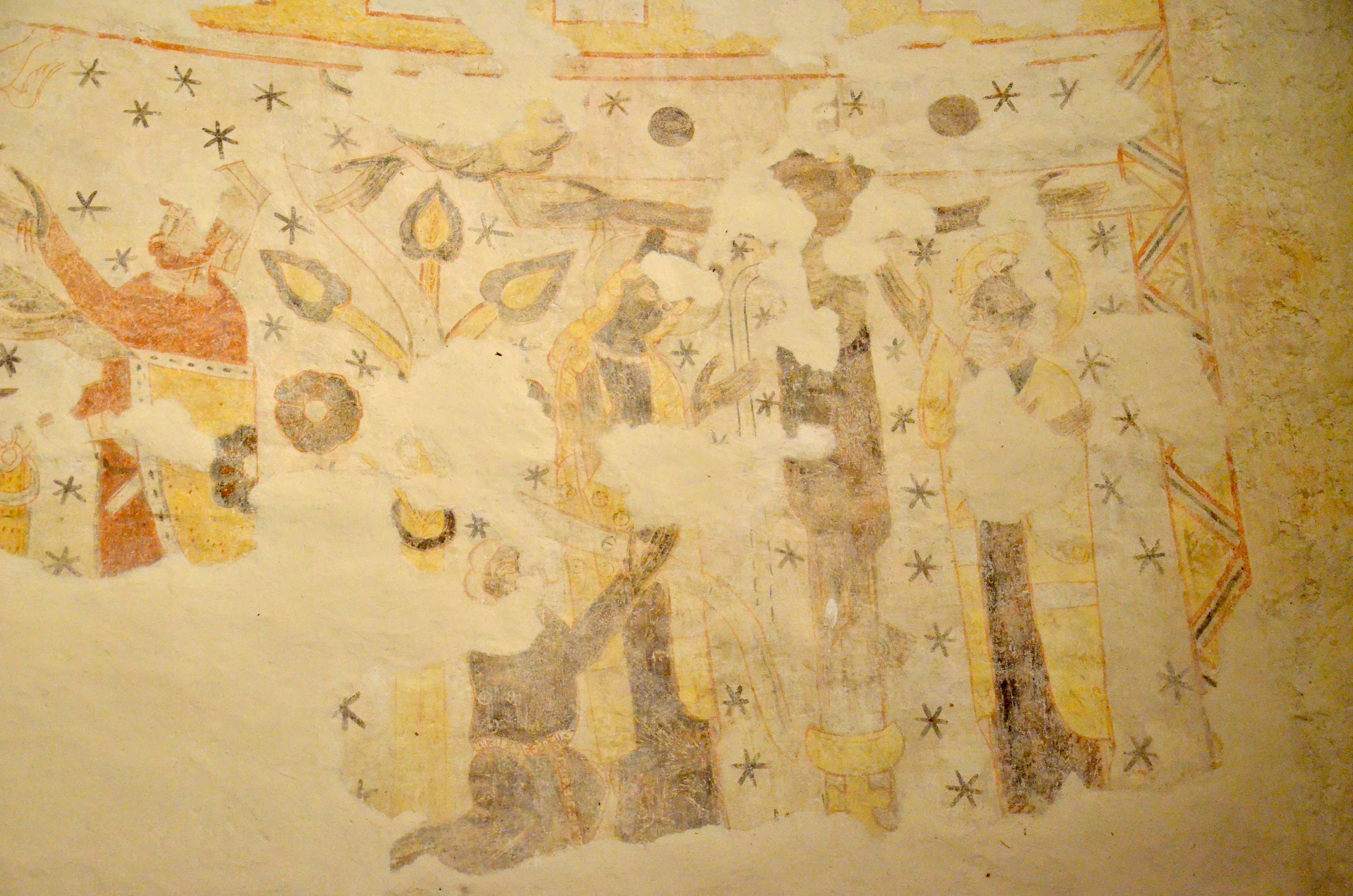
Freska v lodi, detail
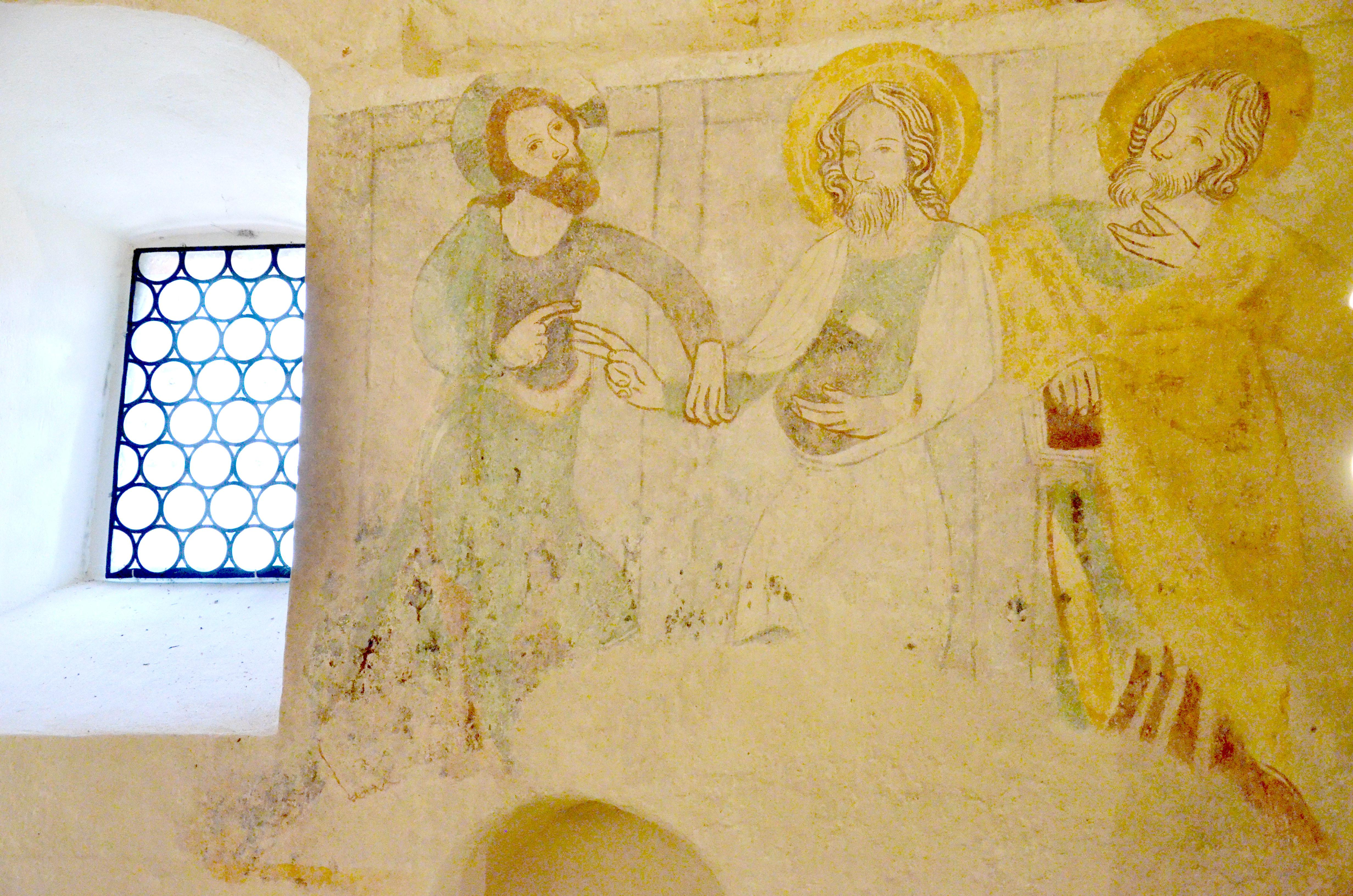
Freska v kněžišti
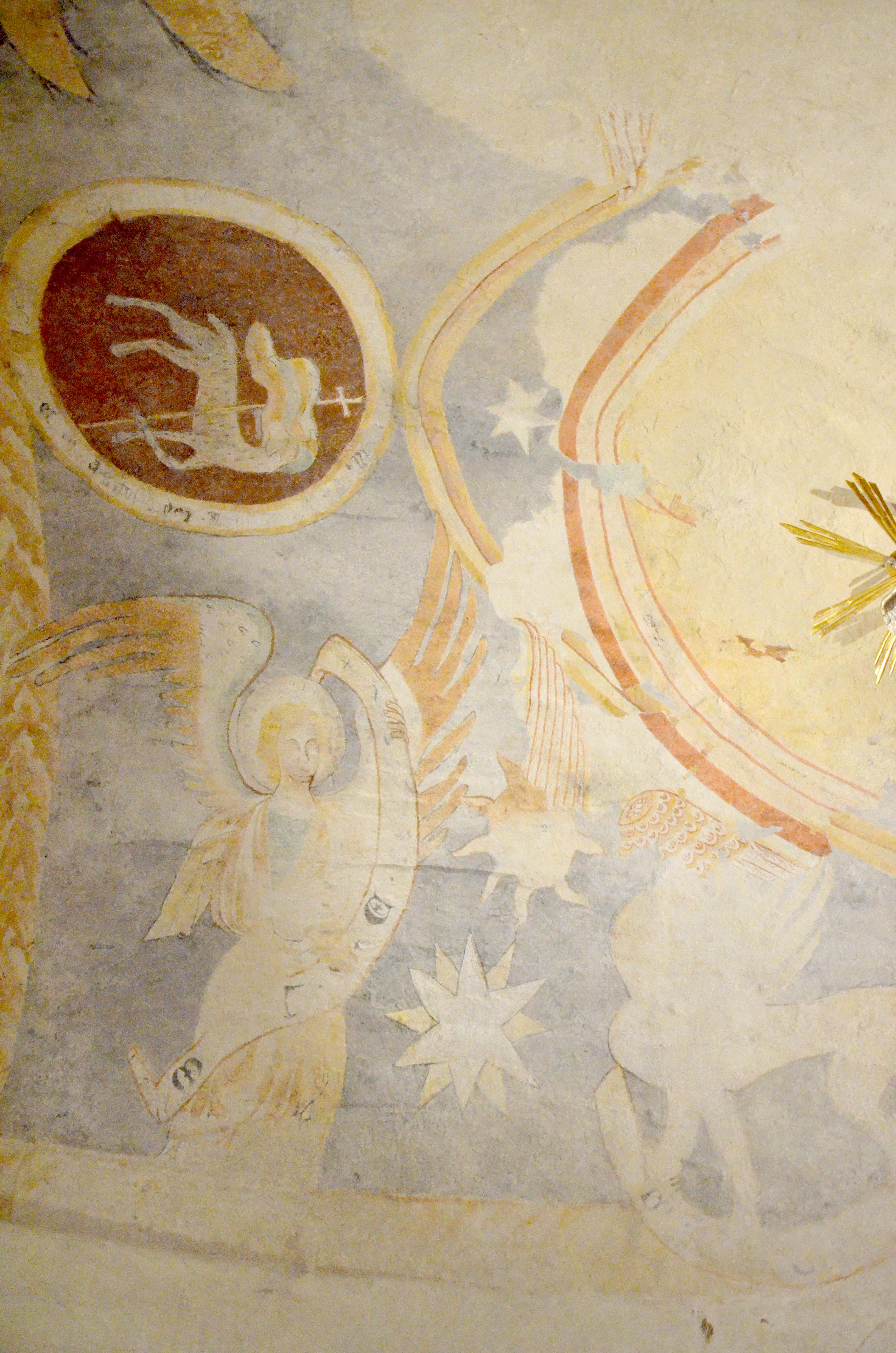
Freska na stropě kněžiště